# Свети Архангели (Родяни)
„Свети Архангели“ (на гръцки: Παμμεγίστων Ταξιαρχών) е възрожденска православна църква в Република Гърция, разположена в село Родяни (Радовища), област Западна Македония, част от Сервийската и Кожанска епархия на Вселенската патриаршия.

## Местоположение
Църквата се намира на централния площад на Родяни.

## История
Църквата е построена в 1814 година, както информира релефният надпис на източната фасада на храма. В архитектурно отношение представлява трикорабна базилика с дървен покрив, богато украсена с живопис, засводена. Размерите на храма са приблизително 13,70 × 20,20 m, включително нишата на светилището и екзонартексът.
В 1878 година в храма е укрито знамето на гръцките бунтовници.
В 1995 година храмът пострадва силно при Гревенското земетресение от 13 май и е затворен за употреба.